# Bilpool

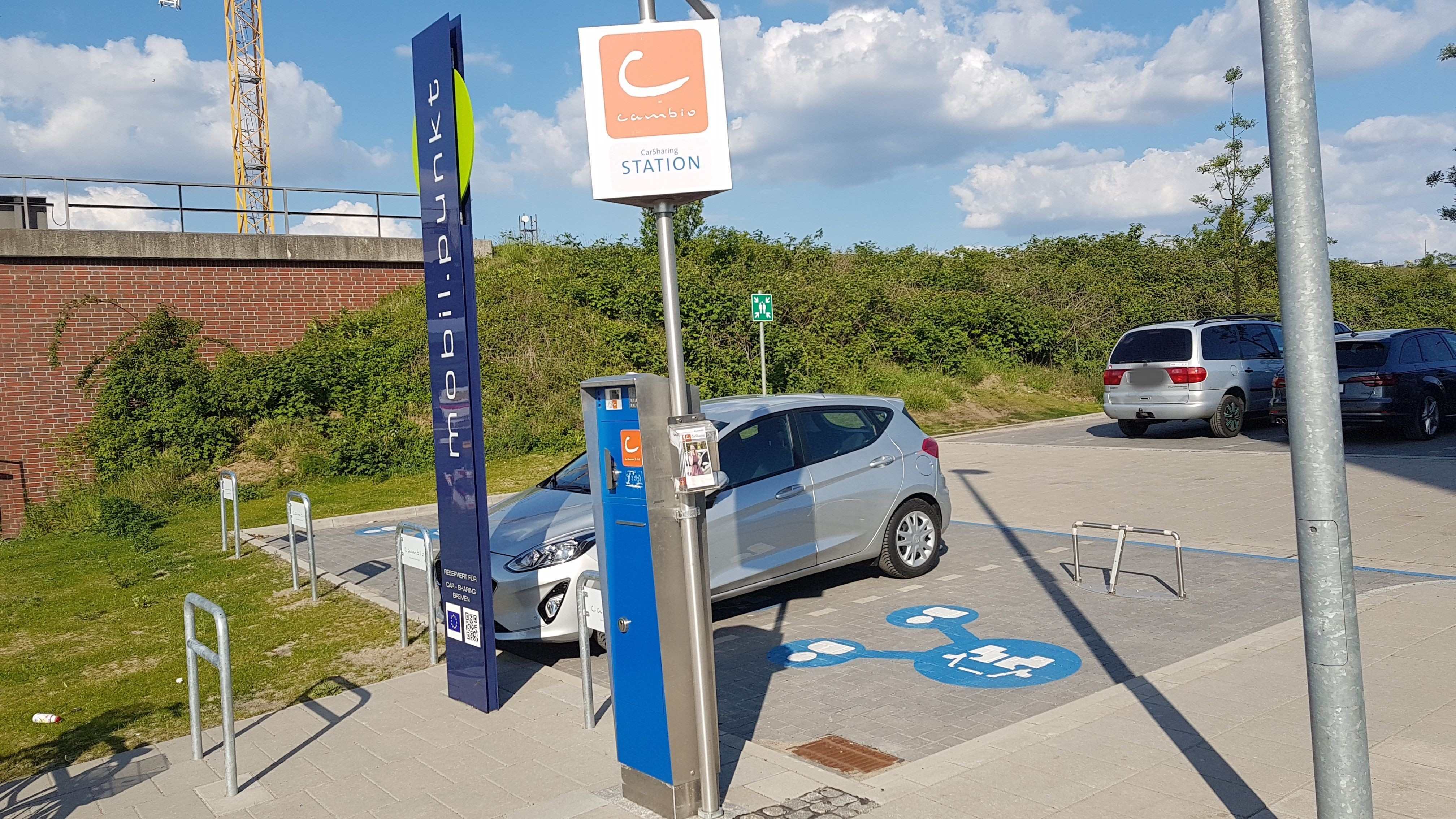
En bilpool i Tyskland.

En bilpool är en inrättning där många personer delar på en eller flera bilar och delar på kostnaderna för bilens fasta kostnader, så kallad bildelning.
Genom medlemskap i en bilpool kan de flesta människor få tillgång till en personbil utan den stora ekonomiska investering som ett bilköp innebär, samt de nödvändiga kostnader som en bil innebär, till exempel skatter och försäkringar.
En bilpool kan drivas på flera sätt. Det finns både ideella bilpooler som drivs utan vinstsyfte, samt bilpooler som drivs som vilket företag som helst. 
I de flesta fall får man betala en fast månadsavgift och sedan tillkommer timpris för den tid man använder bilen samt kilometeravgift.
Bland fördelarna med bilpool ingår att skatter och avgifter delas på flera personer. Att slippa tänka på däckbyten och turer till bilprovningen kan vara skönt. 
Nackdelar med bilpool innefattar att bilarna kanske inte finns i närheten av den egna bostaden, att man inte kan få tillgång till en bil med kort varsel samt att bilen skall vara återlämnad en viss tid. En annan nackdel är att poolens bil kan vara av en annan typ än den enskilde medlemmen skulle ha köpt, eftersom poolens bilval är en kompromiss gjord för att passa alla medlemmar.

## Icke vinstinriktade bilpooler
Drivs ofta som en ekonomisk förening. Generellt kan man säga att denna typ av bilpool förutsätter ett större aktivt engagemang från medlemmen med till exempel bilvård, garagestädning, administration med mera. Vissa ideella bilpooler kräver även en insats för medlemskap. En sådan bilpool kan göra en vinst, men det är inte syftet.

## Vinstinriktande bilpooler
En bilpool som drivs i vinstsyfte har större likheter med en biluthyrningsföretag, medlemmen behöver oftast inte utföra något arbete. Å andra sidan kan kostnaden vara högre än i en ideell bilpool. Ett bra alternativ för den som föredrar bekvämlighet. Volvo grundade på 1990-talet Sunfleet och sedan 2014 finns även Daimler AG:s satsning Car2go i Sverige.
Under 2015 har det startats kommersiella bilpooler utan koppling till fordonsindustrin. Bland annat Just Drive it och Norrtälje Bilpool.